# Raniganj
Raniganj é uma cidade e um município no distrito de Barddhaman, no estado indiano de Bengala Ocidental.

## Geografia
Raniganj está localizada a 23° 37′ N, 87° 08′ L. Tem uma altitude média de 91 metros (298 pés).

## Demografia
Segundo o censo de 2001, Raniganj tinha uma população de 122 891 habitantes. Os indivíduos do sexo masculino constituem 53% da população e os do sexo feminino 47%. Raniganj tem uma taxa de literacia de 64%, superior à média nacional de 59,5%: a literacia no sexo masculino é de 72% e no sexo feminino é de 56%. Em Raniganj, 11% da população está abaixo dos 6 anos de idade.